# Nesoeme
Nesoeme is een kevergeslacht uit de familie van de boktorren (Cerambycidae). De wetenschappelijke naam van het geslacht werd voor het eerst geldig gepubliceerd in 1966 door Linsley & Chemsak.

## Soorten
Nesoeme is monotypisch en omvat slechts de volgende soort:
- Nesoeme kuscheli Linsley & Chemsak, 1966